# Cantó de Marly-le-Roi
El cantó de Marly-le-Roi és un antic cantó francès del departament d'Yvelines, que estava situat al districte de Saint-Germain-en-Laye. Comptava amb 3 municipis i el cap era Marly-le-Roi.
Va desaparèixer al 2015 i el seu territori es va dividir entre el cantó de Chatou i el cantó de Le Chesnay.

## Municipis
- Louveciennes
- Marly-le-Roi
- Le Port-Marly

## Història
| Data d'elecció                           | Identitat         | Partit               | Qualitat |
| ---------------------------------------- | ----------------- | -------------------- | -------- |
| 1945-1949                                | Julien Laparlière | SFIO                 |          |
| 1949-1964                                | Marcel Pourtout   | RPF, després CNIP    |          |
| 1964-1967                                | Raymond Gilles    | Sense etiqueta       |          |
| 1967-1979                                | Jean Béranger     | radical, després MRG |          |
| 1979-                                    | Pierre Lequiller  | UDF, després UMP     |          |
| les dades anteriors no són pas conegudes |                   |                      |          |
|                                          |                   |                      |          |